# Radix luteola
Radix luteola е вид коремоного от семейство Езерни охлюви (Lymnaeidae).

## Разпространение
Видът е широко разпространен в Южна и Югоизточна Азия.